# Eduards Višņakovs
Eduards Višņakovs (ur. 10 maja 1990 w Rydze) – łotewski piłkarz występujący na pozycji napastnika.

## Kariera
Višņakovs rozpoczynał swoją karierę na zapleczu najwyższej klasy rozgrywkowej na Łotwie. Jego klub, Daugava Ryga zajął pierwsze miejsce w 1. Līdze, a napastnik został królem strzelców z dorobkiem 30 bramek. W grudniu 2008 otrzymał nagrodę dla najlepszego piłkarza 1. Līgi na gali piłkarskiej. W 2009 Višņakovs przeszedł do ekstraklasowego FK Ventspils, jednak od razu został wypożyczony do klubu FC Tranzit, który był rywalem Daugavy w poprzednim sezonie, ale awansował dopiero po meczach barażowych.
Latem przeniósł się już do FK Ventspils. Klub ten zajął w tabeli końcowej poprzedniego sezonu 1. miejsce i awansował do eliminacji Ligi Mistrzów. W rundzie play-off odpadł ze szwajcarskim FC Zürich, co spowodowało automatyczne przeniesienie zespołu do fazy grupowej Ligi Europy. Ventspils zajął w grupie D ostatnie, czwarte miejsce, za portugalskim Sportingiem, niemiecką Herthą BSC i holenderskim SC Heerenveen z dorobkiem trzech punktów. Višņakovs zagrał w trzech meczach Ligi Europy, nie strzelając bramki.
W sezonie 2009 Ventspils zdobył wicemistrzostwo kraju, plasując się w tabeli za Liepājas Metalurgs i znów awansował do europejskich pucharów, tym razem do kwalifikacji Ligi Europy. Ventspils odpadł już w pierwszym dwumeczu z macedońskim Teteksem Tetowo, a Višņakovs grał w obu spotkaniach. W 2010 Ventspils zdobył pierwsze miejsce w Lidze Bałtyckiej, natomiast w lidze powtórzył osiągnięcie z poprzedniego sezonu oraz zdobył Puchar Łotwy, wygrywając w finale z Metalurgsem 3:1. Trafił do kwalifikacji Ligi Europy. Najpierw wyeliminował białoruski Szachcior Soligorsk, jednak w kolejnej rundzie przegrał w dwumeczu z Crveną zvezdą aż 1:9 (Višņakovs zagrał tylko w meczach z drużyną z Serbii i strzelił jedną bramkę). W 2011 roku Ventspils zdobył mistrzostwo kraju, wyprzedzając Metalurgs Lipawa o jeden punkt.
W 2012 Višņakovs przeniósł się do kazachskiego Szachtiora Karaganda. Rok wcześniej zdobył on mistrzostwo kraju, dlatego Łotysz znów miał okazję do występu w europejskich pucharach. Szachtior odpadł już w II rundzie eliminacji z czeskim Slovanem Liberec. Višņakovs zwykle pojawiał się na boisku jako zmiennik, ale do swojego dorobku dopisał tytuł mistrzowski w 2012 roku.
22 lipca 2013 został zawodnikiem Widzewa Łódź. Szybko stał się czołowym napastnikiem Widzewa, jak i całej ligi. Już w pierwszych dwóch meczach Višņakovs strzelił po dwie bramki, z Zawiszą Bydgoszcz oraz Koroną Kielce. 27 listopada przedłużył kontrakt z Widzewem do czerwca 2016. W sierpniu 2014 podpisał trzyletni kontrakt z Ruchem Chorzów.
W sierpniu 2015 podpisał dwuletni kontrakt z KVC Westerlo. 31 sierpnia 2016 został wypożyczony na rok do swojego poprzedniego klubu- Ruchu Chorzów. W barwach Ruchu nie zdołał utrzymać klubu w Ekstraklasie i po sezonie gdy wygasł jego kontrakt w Belgii postanowił wrócić do ojczyzny. Nowym klubem piłkarza został klub FK Rīgas Futbola skola. W sezonie 2018 Višņakovs ani razu nie znalazł się kadrze meczowej RFS-u. Powodem tej sytuacji była poważna kontuzja, a zawodnik większość sezonu poświęcił na rehabilitację. 16 stycznia 2019 roku przeszedł do grającego w 1. lidze łotewskiej FK Tukums. Finalnie pobyt w tym klubie ograniczył się jedynie do treningów z zespołem celem stopniowego odbudowywania formy. 26 marca podpisał półroczny kontrakt z Szachciorem, wcześniej przebywając w klubie również na testach, po których przekonał do siebie sztab szkoleniowy wicemistrza Białorusi.

## Statystyki
Stan na 7 listopada 2017
| Klub                   | Sezon             | Liga              | Liga  | Liga   | Puchar kraju | Puchar kraju | Europa | Europa | Suma  | Suma   | Dyscyplina  | Dyscyplina  |
| Klub                   | Sezon             | Liga              | Mecze | Bramki | Mecze        | Bramki       | Mecze  | Bramki | Mecze | Bramki |             |             |
| ---------------------- | ----------------- | ----------------- | ----- | ------ | ------------ | ------------ | ------ | ------ | ----- | ------ | ----------- | ----------- |
| Daugava Ryga           | 2008              | 1. līga           | b.d.  | 30     | brak danych  | brak danych  | –      | –      | b.d.  | 30     | brak danych | brak danych |
| –                      |                   |                   |       |        |              |              |        |        |       |        |             |             |
| FC Tranzit             | 2009              | Virslīga          | 19    | 3      | –            | –            | –      | –      | 19    | 3      | 1           | 0           |
| Ogółem:                | Ogółem:           | Ogółem:           | 19    | 3      | –            | –            | –      | –      | 19    | 3      | 1           | 0           |
| FK Ventspils           | 2009 (j)          | Virslīga          | 8     | 4      | –            | –            | –      | –      | 8     | 4      | –           | –           |
| FK Ventspils           | 2010              | Virslīga          | 25    | 9      | 2            | 2            | 3      | 0      | 30    | 11     | 2           | 0           |
| FK Ventspils           | 2011              | Virslīga          | 27    | 7      | 4            | 1            | 2      | 0      | 33    | 8      | 2           | 1           |
| FK Ventspils           | 2012 (w)          | Virslīga          | 14    | 4      | 2            | 0            | 2      | 1      | 18    | 5      | 3           | 0           |
| Ogółem:                | Ogółem:           | Ogółem:           | 74    | 24     | 8            | 3            | 7      | 1      | 89    | 28     | 7           | 1           |
| Szachtior Karaganda    | 2012 (j)          | Priemjer-Liga     | 12    | 3      | 4            | 1            | –      | –      | 16    | 4      | –           | –           |
| Szachtior Karaganda    | 2013 (w)          | Priemjer-Liga     | 8     | 1      | 1            | 0            | 2      | 0      | 11    | 1      | –           | –           |
| Ogółem:                | Ogółem:           | Ogółem:           | 20    | 4      | 5            | 1            | 2      | 0      | 27    | 5      | –           | –           |
| Widzew Łódź            | 2013/14           | Ekstraklasa       | 36    | 12     | 2            | 2            | –      | –      | 38    | 14     | 6           | 0           |
| Widzew Łódź            | 2014/15           | I liga            | 3     | 0      | 0            | 0            | –      | –      | 3     | 0      | 0           | 0           |
| Ogółem:                | Ogółem:           | Ogółem:           | 39    | 12     | 2            | 2            | –      | –      | 41    | 14     | 6           | 0           |
| Ruch Chorzów           | 2014/15           | Ekstraklasa       | 27    | 3      | 1            | 0            | 0      | 0      | 28    | 3      | 4           | 0           |
| Ruch Chorzów           | 2015/16           | Ekstraklasa       | 6     | 3      | 1            | 1            | –      | –      | 7     | 4      | 1           | 0           |
| Ogółem:                | Ogółem:           | Ogółem:           | 33    | 6      | 2            | 1            | 0      | 0      | 35    | 7      | 5           | 0           |
| KVC Westerlo           | 2015/16           | Eerste klasse     | 16    | 2      | 2            | 2            | –      | –      | 18    | 4      | 0           | 0           |
| KVC Westerlo           | 2016/17           | Eerste klasse     | 0     | 0      | 0            | 0            | –      | –      | 0     | 0      | 0           | 0           |
| Ogółem:                | Ogółem:           | Ogółem:           | 16    | 2      | 2            | 2            | 0      | 0      | 18    | 4      | 0           | 0           |
| Ruch Chorzów           | 2016/17           | Ekstraklasa       | 15    | 1      | –            | –            | –      | –      | 15    | 1      | 0           | 0           |
| Ogółem:                | Ogółem:           | Ogółem:           | 15    | 1      | 0            | 0            | 0      | 0      | 15    | 1      | 0           | 0           |
| FK Rīgas Futbola skola | 2017              | Virslīga          | 10    | 4      | 2            | 5            | –      | –      | 12    | 9      | 0           | 1           |
| Ogółem (kariera):      | Ogółem (kariera): | Ogółem (kariera): | 226   | 56     | 21           | 14           | 9      | 1      | 256   | 71     | 19          | 2           |

## Kariera reprezentacyjna
Višņakovs był członkiem młodzieżowej reprezentacji Łotwy w eliminacjach do mistrzostw Europy U–21 w 2011 oraz w eliminacjach do mistrzostw Europy U–21 w 2013. Dwukrotnie zagrał w reprezentacji U–23, w meczach z Estonią i Anglią, w obu strzelając po jednej bramce. W kadrze seniorów zadebiutował w meczu eliminacji do mistrzostw świata w Brazylii z Litwą.
Stan na 15 listopada 2013
| #  | Data                 | Miejsce               | Przeciwnik | Rezultat | Wydarzenia | Rozgrywki       |
| -- | -------------------- | --------------------- | ---------- | -------- | ---------- | --------------- |
| 1. | 11 października 2013 | LFF Stadion, Wilno    | Litwa      | 0:2      | –          | el. MŚ 2014     |
| 2. | 15 października 2013 | Stadion Skonto, Ryga  | Słowacja   | 2:2      | –          | el. MŚ 2014     |
| 3. | 15 listopada 2013    | Aviva Stadium, Dublin | Irlandia   | 0:3      | –          | mecz towarzyski |

## Życie prywatne
Eduards Višņakovs jest młodszym bratem Aleksejsa, który także jest piłkarzem.